# Vincent Noce
Nicolas Baby
Pour les articles homonymes, voir Nicolas Baby (musicien), Baby et Noce.
 (novembre 2022).
Nicolas Baby, dit Vincent Noce, est un militant d'extrême gauche français né le 21 mai 1951, devenu journaliste d'investigation et critique d'art écrivant sous son nom de plume.

## Biographie
Nicolas Baby naît le 21 mai 1951. Il est le fils d'une résistante du groupe Combat qui a participé à la création du journal Les Temps modernes avec Jean-Paul Sartre, par ailleurs artiste et amie de Pablo Picasso, et d'un agent du Bureau central de renseignements et d'action de la France libre qui a participé au Conseil de l'Europe. 

### Les comités Vietnam
Il est dès son adolescence une figure centrale de Mai 68, alors qu’il étudiait encore au collège-lycée Henri-IV à Paris, l'un des trois premiers à fonder les Comités Vietnam Lycéens (CVL).
Il est actif dans les premières réunions de sensibilisation de la jeunesse à la cause vietnamienne.
Le 7 avril 1967, Nicolas Baby a 16 ans lorsqu'on lui reproche d'avoir brûlé un drapeau américain arraché à la cathédrale américaine de Paris,,[source insuffisante] pour protester contre la guerre au Vietnam, à l’occasion de la visite du vice-président américain Hubert Humphrey à Paris. La photographie de presse l'identifiant sera très largement reprise partout dans le monde. Il est sanctionné par une exclusion temporaire du lycée Henri-IV, mais cette décision est ensuite reportée, face à la menace d’une manifestation de soutien à Nicolas Baby

### L'Alliance marxiste révolutionnaire
Il se rapproche d'un petit groupe de militants trotskistes regroupés derrière l'un des fondateurs de la IVe Internationale, le Grec Michel Raptis - dit « Pablo », une tendance tiers-mondiste, autogestionnaire dont sortira, en 1968, l'Alliance marxiste révolutionnaire (AMR).
À la suite de la mort de seize mineurs lors du coup de grisou de Fouquières-les-Lens le 4 février 1970, il participe à la rédaction du premier numéro du journal Liberté vaincra, avec Eugénie Camphin, directrice, dans le cadre du Secours rouge (France) et son comité départemental du Pas-de-Calais. Lors du 1er mai 1972, il défile en tête du cortège, des dirigeants d'organisations d'extrême gauche avec Alain Geismar, porte-parole de l'ex-Gauche Prolétarienne, et Arlette Laguiller, porte parole de Lutte ouvrière, lui-même étant porte-parole de l'AMR.
Lors de la manifestation du 21 juin 1973 contre le meeting de l’organisation d’extrême droite Ordre nouveau (mouvement), il participe aux réunions préparatoires avec les autres organisations politiques les semaines précédentes et représente l'Alliance marxiste révolutionnaire. 
Nicolas Baby est membre du bureau exécutif de l'Alliance marxiste révolutionnaire lorsque son congrès décide de répondre positivement à la proposition de fusion avec le Parti socialiste unifié. Il en explique ici les raisons dans un article du Nouvel Observateur en soulignant que "le fondement premier de cette fusion, c'est une conception commune du socialisme" qui "doit être « débarrassé des déformations bureaucratiques » qui, dans les pays dits «- socialistes », le rabaissent à l'état de monstrueuse caricature.

### Journalisme
Nicolas Baby devient ensuite journaliste. Il commence à écrire au Monde diplomatique, fait un passage à France Musique, puis à l'AFP, au service étranger, d’abord comme correspondant pour l’Afrique centrale de 1986 à 1988, puis en tant que rédacteur couvrant la France pour la presse étrangère. 
Après l'expulsion en 1980 de Michel Hermann et la fermeture pendant quatre ans du bureau de l'AFP à Kinshasa, celui-ci est à nouveau ouvert et confié en 1984 à Nicolas Baby qui s'efforce d'établir de bonnes relations avec le gouvernement zaïrois. Très critique envers la politique du dictateur Mobutu Sese Seko, il est arrêté et emprisonné à Kinshasa après avoir publié les déclarations d'un opposant puis, déclaré persona non grata par les autorités zaïroises, expulsé du pays, sans qu'aucune raison officielle ne lui soit jamais donnée.

### Spécialiste de l'art
Après ses années de militantisme et ses débuts dans le journalisme, Nicolas Baby devient, sous le nom de plume Vincent Noce, journaliste d'investigation, critique d'art et un spécialiste du patrimoine culturel, auteur de plusieurs ouvrages. Il publie ses articles dans Libération, La Gazette Drouot, où il anime des débats sur la thématique du marché de l'art sous la forme de tables rondes diffusées en direct sur le site de la gazette, ou encore The Art Newspaper (en). Chroniqueur pour le magazine Saveurs, il est également rédacteur en chef de la revue l'Amateur de Bordeaux à la suite de Jean-Paul Kauffmann.
Dans l'article qu'il consacre à Jean Roudillon à la mort de l'expert en arts extra-européens, Guy Boyer, directeur de la rédaction du magazine Connaissance des arts, dit de Vincent Noce en 2020 : « Comme toujours lorsqu'il s'agit d'expertise, le journaliste Vincent Noce est le premier au courant de tout, des faux comme des disparitions ».

#### Descente aux enchères
À l'occasion de la fin du monopole de l'Hôtel Drouot, il réalise en collaboration avec Irène Richard un documentaire décryptant les comportements des commissaires-priseurs et autres acteurs de la salle des ventes, diffusé le 20 janvier 2001 sur France 3.
Il publie aux éditions Jean-Claude Lattès en juillet 2002 Descente aux enchères : les coulisses du marché de l'art, un ouvrage de 431 pages dans lequel il présente, « avec une lucidité non dépourvue d'humour », l'univers des ventes aux enchères et les affaires du marché de l'art sur lesquelles il a longuement enquêté, révélant au lecteur non initié le dessous des cartes de ce monde embrouillé. 
Il révèle par exemple plusieurs controverses amenées par l'expert Bill Pallot au sujet de mobilier historique, quand la marque de « Bagatelle » aurait été ajoutée au XIXe siècle à des chaises  du XVIIIe siècle, issues plus probablement d'un travail piémontais ou encore à l'occasion de la vente par Sotheby's à un collectionneur américain du fonds d'un antiquaire italien, Luigi Laura, comportant un des plus beaux fauteuils du XVIIIe siècle, le seul survivant des fauteuils de François II Foliot, petit-fils de Nicolas-Quinibert Foliot, l'État français ayant refusé de le classer trésor national. Affaires qui font chuter l'« expert » en 2016.
Il relate encore les débuts de l'affaire Sésostris III dans laquelle le 16 novembre 1998, François et Maryvonne Pinault apprenaient, à la lecture de Libération, qu'au terme de son enquête, une statue du pharaon, considérée comme vieille de 3 800 ans qu'ils avaient achetée une semaine plus tôt pouvait n'être en réalité qu'un faux du XIXe ou du XXe siècle,,.
Cependant, si Vincent Noce, classé dans la « catégorie des moralistes » par Alain Quemin, met en lumière les comportements déviants de certains commissaires-priseurs, experts ou marchands, il ne dérive jamais vers la dénonciation de l'ensemble des professionnels et son « indignation est toujours retenue, mêlée d'humanisme ».
Dissipant le brouillard qui a fini par recouvrir certaines affaires dont les échos se sont répercutés sur de nombreuses années donnant matière à des interprétations contradictoires, il tord en outre le cou aux idées reçues dans des affaires comme celle du Jardin à Auvers de Vincent van Gogh pour laquelle il démontre les faiblesses de la campagne de presse qui a entaché et entache encore parfois l'authenticité du tableau.
Pour illustrer l'étonnante rapidité avec laquelle un objet a priori jusque là anodin peut être converti en pièce de maître il évoque l'affaire de la statue de bronze vendue 6 100 euros (400 000 francs de l'époque) le 26 novembre 1988 à un brocanteur par Marie Torres, une boulangère de Montpellier, et adjugée 280 000 euros (1 450 000 francs) le 11 décembre 1988 lors d'une vente aux enchères où elle est présentée comme un tirage unique de L'Implorante de Camille Claudel.
Dans l'autre sens, Bernard Lahire souligne que lorsque Vincent Noce raconte l'histoire d'un faux Johannes Vermeer longtemps considéré comme un tableau du maître hollandais, il le fait en connaissant la fin de l'histoire : l'aveu de Han van Meegeren et la reconnaissance par tout le monde de la « supercherie », ce qui ne permet pas de comprendre le véritable emballement qu'a déclenché la découverte d'une représentation de la Cène attribuée à Vermeer, de comprendre « l'état normal d'hypnose permanent qui saisit les acteurs du monde de l'art ».
Dans le chapitre qu'il consacre à la vente aux enchères des vieux millésimes, il relate notamment la vente par Christie's à l'occasion de Vinexpo Bordeaux en 1986 d'une bouteille de margaux 1784 supposée appartenir à la collection de Thomas Jefferson : la bouteille contenait des dépôts datant du XVIIIe siècle mêlés à un vin des années 1960.

#### La collection égoïste
Vincent Noce publie en 2005 un nouvel ouvrage, La collection égoïste : la folle aventure d'un voleur d'art en série et autres histoires édifiantes consacré au trafic d'œuvres d'art, dans lequel il relate nombre d'affaires de ce commerce illégal qui représenterait au niveau mondial plus de sept milliards d'euros par an, « quelque part entre le trafic de drogue, celui des armes ou de la fausse monnaie ». 
Parmi celles-ci, l'affaire, résolue en 1997, des vols étalés sur une décennie dans la maison de George Sand à Nohant-Vic et dans plusieurs musées par un viticulteur de Fontiès-d'Aude de plus de cinquante-six pièces, essentiellement archéologiques. Celle aussi du recel de six tapisseries dérobées au musée national de la Renaissance à Écouen, retrouvées en 1996 dans un pavillon hollandais avec des vases provenant du château de Fontainebleau.
Il rapporte encore une affaire aux rebondissements multiples, marquée par les enquêtes du FBI, de la police judiciaire et de l'Office central de lutte contre le trafic des biens culturels (OCBC) : l'affaire du vol dans la chapelle Saint-Joseph de la basilique Saint-Michel de Bordeaux en 1984 de sept panneaux du retable en albâtre des XIVe et XVe siècles. 
La lecture de l'ouvrage de Vincent Noce conduit le président du Syndicat national des antiquaires à prendre contact avec le collectionneur, un diplomate suisse qui a acquis en toute bonne foi le Saint Jean-Baptiste volé. Il le convainc d'en faire don à la ville de Bordeaux ce qui est chose faite le 2 mars 2006.

#### La gastronomie
Chroniqueur à Libération depuis au moins 1994 dans la rubrique Lifestyle, il participe à partir de 2003, aux côtés de Jean-Claude Ribaut, critique des pages « Goûts » du Monde, Emmanuel Rubin du Figaroscope, Périco Légasse de Marianne et Gilles Brochard de RMC info, à la nouvelle émission mensuelle conçue en partenariat entre Le Monde et Gourmet TV, première chaîne de télévision gastronomique.
Il rédige en 2006 les 660 recettes du Tout Rebuchon,.

#### Monet, Odilon Redon, Dali, le MoMA à Paris
À l'occasion de l'exposition Claude Monet (1840-1926), il publie en 2010 dans la collection « L'Inattendu » des éditions de la RMN, Monet, l'œil et l'eau, un ouvrage dont le titre reprend les mots de Gaston Bachelard célébrant l'auteur des Nymphéas,, dans lequel il confronte le regard d'historiens de l'art, de spécialistes en neurosciences, de physiciens, de psychanalystes, à la vision et à la perception du maître de l'impressionnisme.
Dans Odilon Redon, dans l'œil de Darwin qu'il publie l'année suivante pour accompagner l'exposition Odilon Redon Prince du Rêve organisée du 23 mars 2011 au 20 juin 2011 dans les Galeries nationales du Grand Palais,, il évoque l'esthétique darwinienne de la continuité des espèces du peintre affirmant être arrivé, au terme de son étude de l'anatomie, à la conclusion que « l'homme est partout, en tout être vivant réside sous des formes originales l'embryon d'un squelette humain ».
Le Centre national d'art et de culture Georges-Pompidou, organisateur de l'exposition Dalí du 21 novembre 2012 au 25 mars 2013, publie La raison du fou. Dalí et la science, ouvrage dans lequel Vincent Noce révèle le goût de l'artiste pour la science, rappelant que Dalí n'a jamais cessé d'emprunter à la science de son époque pour nourrir son œuvre, s'intéressant aux images doubles, aux illusions d'optiques, à la théorie des quanta, à la relativité, aux sciences humaines, entretenant des rapports avec les savants dans des domaines aussi variés que la psychanalyse, la physique, la biologie ou les mathématiques, rencontrant Sigmund Freud, Jacques Lacan, James Dewey Watson ou René Thom.

#### L'affaire Ruffini
Il consacre l'ouvrage qu'il publie en 2021 à L'Affaire Ruffini, une affaire de présumés faux tableaux d'art ancien, déroulant l'enquête qu'il mène depuis cinq ans, alerté par deux des anciens intermédiaires de Giuliano Ruffini (en) qui se disputent leur part du butin,,. 
Le collectionneur et marchand d'art, soupçonné d'être à la tête d'un réseau de faussaires est toujours présumé innocent dans l'attente de l'aboutissement des nombreuses procédures en cours,,. 
Révélant des manquements dans toute la chaîne du marché de l'art, conservateurs de musées compris, son enquête pointe également la coopération pour le moins frileuse de la justice italienne,,,. 
Le peintre Lino Frongia, proche de Vittorio Sgarbi, est soupçonné d'être le faussaire mais un même faussaire peut-il à la fois pasticher les maîtres flamands et italiens ? Si l'enquête aboutissait à révéler l'existence d'un tel artiste, capable de peindre des Brueghel, des Vélasquez, des Hals, des Greco, « ce serait sans doute l'un des faussaires les plus brillants qui ait jamais existé ». 
L'objectif de l'enquête de Vincent Noce est de défendre l'intégrité de l'œuvre léguée à l'humanité par les maîtres anciens. 

## Publications

### Ouvrages
- Nicolas Baby et Francis Bertin, Politique au lycée?, Paris, Beauchesne, coll. « Carrefour des jeunes », 1970, 120 p. (BNF 35187582)
- Information pour les droits du soldat (collectif), La Lutte pour un syndicat de soldats : Information pour les droits du soldat, Paris, Maspero, coll. « Petite collection Maspero », 1976, 92 p. (ISBN 2-7071-0819-7, BNF 34576243)
- Descente aux enchères : les coulisses du marché de l'art, Paris, J.-C. Lattès, 2002, 431 p. (ISBN 2-7096-2153-3, BNF 38903638)
- La collection égoïste : la folle aventure d'un voleur d'art en série et autres histoires édifiantes, Paris, J.-C. Lattès, 2005, 327 p. (ISBN 2-7096-2441-9, BNF 39966416)
- En collaboration avec Joël Robuchon, Tout Robuchon, Paris, Perrin, 2006 (réimpr. 2207, 2009, 2011 aux éditions Perrin, 2019 aux éditions Solar), 767 p. (ISBN 2-262-02278-X, BNF 40947032)
- En collaboration avec Dominique Loiseau, Tout Loiseau, Paris, Perrin, 2009, 414 p. (ISBN 978-2-262-02927-2, BNF 42093968)
- Monet, l'œil et l'eau, Paris, RMN, coll. « L'Inattendu », 2010, 239 p. (ISBN 978-2-7118-5783-8, BNF 42320378)
- Odilon Redon, dans l'oeil de Darwin, Paris, RMN-Grand Palais, coll. « L'Inattendu », 2011, 141 p. (ISBN 978-2-7118-5860-6, BNF 42448754)
- La raison du fou : Dalí et la science, Paris, Centre national d'art et de culture Georges-Pompidou, 2012, 125 p. (ISBN 978-2-84426-592-0, BNF 43706856)
- En collaboration avec Gabriel Bauret et Guillaume Evin, Être moderne : le MoMA à Paris : Fondation Louis Vuitton, Issy-les-Moulineaux, Beaux-arts éditions, 2017, 81 p. (ISBN 979-10-204-0386-5, BNF 45399717)
- L'affaire Ruffini : enquête sur le plus grand mystère du monde de l'art, Paris, Buchet-Chastel, 2021, 280 p. (ISBN 978-2-283-03404-0, BNF 46728131)

### Articles
- « Les articles de Nicolas Baby », sur monde-diplomatique.fr
- (fr + en + es + ru) « Les Articles de Vincent Noce », sur unesdoc.unesco.org
- « Les articles de Vincent Noce », sur liberation.fr
- « Les articles de Vincent Noce », sur gazette-drouot.com
- « Les articles de Vincent Noce », sur lejournaldesarts.fr
- « Les articles de Vincent Noce », sur lequotidiendelart.com
- (en) « Les articles de Vincent Noce », sur theartnewspaper.com (en)
- (it) « Les articles de Vincent Noce », sur ilgiornaledellarte.com (it)

## Distinctions
Le 23 novembre 2007, Vincent Noce est nommé au grade de chevalier dans l'ordre des Arts et des Lettres,.